# Hans Ingi Hedemark
Hans Ingi Hedemark (Kristiania (Oslo), 21 settembre 1875 – Oslo, 21 giugno 1930) è stato un tenore e attore norvegese.

## Biografia
Hedematk debuttò nel 1896 al Christiania Theater di Oslo con Iraka di Otto Sinding. È stato attivo dal 1899 presso il teatro Den Nationale Scene di Bergen sia come tenore operistico che come attore caratterista. Ha inciso diversi dischi 78 giri per la Gramophone, fra i quali Den finske vals e Den nye fiskervals. Come attore cinematografico ha debuttato nel 1911, ed ha interpretato otto film.

## Ruoli operistici (parziale)
- Paride, in La bella Elena di Jacques Offenbach (1901)
- Rodolfo, in La bohème di Giacomo Puccini (1902)
- Sylvain, in Les dragons de Villars di Aimé Maillart (1902)
- Chapelou, in Le Postillon de Lonjumeau di Adolphe Adam (1902)
- Agaton, in Kynthia di Christian Danning (1903)
- Tonio, in La figlia del reggimento di Gaetano Donizetti (19)

## Filmografia
- Under forvandlingens lov, regia di Halfdan Nobel Roede (1911)
- Fattigdommens forbandelse, regia di Halfdan Nobel Roede (1911)
- Bondefangeri i Vaterland, regia di Pehr Qværnstrøm (1911)
- De Forældreløse, regia di Oscar Gustafson e Peter Lykke-Seest (1917)
- Lodsens datter, regia di Peter Lykke-Seest, (perduto) (1918)
- Vor tids elte, regia di Peter Lykke-Seest (1918)
- Æresgjesten, regia di Peter Lykke-Seest, (perduto) (1919)
- Historien om en gut, regia di Peter Lykke-Seest (1919)